# La hija del mariachi
La hija del mariachi é uma telenovela colombiana, produzida e exibida pela RCN Televisión entre 4 de setembro de 2006 e 24 de janeiro de 2007.
Foi protagonizada por Carolina Ramírez e Mark Tacher e antagonizada por Nicolás Montero, Gregorio Pernía, José Luis Franco e Estefanía Borge.

## Elenco
- Carolina Ramírez…. Rosario del Pilar Guerrero Santana
- Mark Tacher…. Emiliano Sánchez Gallardo Galván/ Francisco Lara
- Alejandra Borrero…. Raquel Santana de Guerrero
- Nicolás Montero…. Dr. Javier Macías
- Gregorio Pernía…. Manuel Rodríguez
- Estefanía Borge…. Virginia del Mar Malagón Mondragón
- Luis Eduardo Arango…. Sigifredo Santacruz Almaza
- Mario Duarte…. Vladimir Fernando Molina
- Diana Ángel…. Leticia Agudelo
- Luces Velásquez…. Eulalia María Mondragón y Rodríguez de Malagón
- Silvio Ángel…. Don Genaro
- Diego León Hoyos... Don Ignacio Chacón
- Luisa Fernanda Giraldo…. Mireya Fuentes
- Morella Zuleta…. Aurora
- Laura Torres.... Lucía Guerrero Santana
- Alpha Acosta …. Teniente Guadalupe Morales
- Alfonso Ortiz…. Don Carlos Malagón
- Horacio Tavera…. Raúl Oliverio
- Ariel Díaz…. Steve Anderson Deybis
- Guillermo Murray…. Roberto Sánchez-Gallardo
- Paloma Woolrich…. Gabriela Galván de Sánchez-Gallardo
- Luis Caballero…. Luis Felipe Romero Basile
- Daniel Lugo…. Comandante Leonardo Salas
- José Luis Franco…. Licenciado Miguel Corona Lopez
- Rodolfo Valdez…. Martín Del Valle Ferrero
- Tanya López…. Cristina Sánchez-Gallardo Galván
- Silvia De Dios…. Nora Pardo de Macías
- Antonio Sanint Dr. Esteban Soto
- Alberto Valdiri…. Capitán Gregorio Bernal
- Iván López…. Lalo
- Ana Rivera…. Laura
- Fernando Peñuela.... Guillermo Gómez (Don Memo)
- Shirley Gómez.... Daniela
- Esmeralda Pinzón.... Lourdes
- Mauro Urquijo…. Pedro Guerrero
- Frank Beltrán.... Elías
- Hansel Camacho.... José
- Aida Morales.... Ángeles de Santacruz
- Indhira Serrano…. Carmen Román
- Jason Bawth Chad…. Andrew Scott
- Adriana Bottina....Voz Rosario principal
- Jairo del Valle....Vos Francisco

## Premios e indicações

### Premios TVyNovelas
| Ano  | Categoria                                | Nomeado                                           | Resultado |
| ---- | ---------------------------------------- | ------------------------------------------------- | --------- |
| 2007 | Melhor telenovela                        | La hija del mariachi                              | Nomeada   |
| 2007 | Melhor atriz protagonista                | Carolina Ramírez                                  | Nomeada   |
| 2007 | Melhor ator protagonista                 | Mark Tacher                                       | Nomeado   |
| 2007 | Melhor ator antagonista                  | Gregorio Pernía                                   | Ganhador  |
| 2007 | Melhor atriz revelação                   | Ana Rivera                                        | Nomeada   |
| 2007 | Melhor diretor de telenovela ou serie    | Diego León Hoyos                                  | Nomeado   |
| 2007 | Melhor libretista de telenovela ou serie | Mónica Agudelo, Mauricio Miranda e Felipe Agudelo | Nomeados  |
| 2007 | Melhor tema musical                      | La hija del mariachi                              | Nomeada   |